# 페스티벌 포 피스

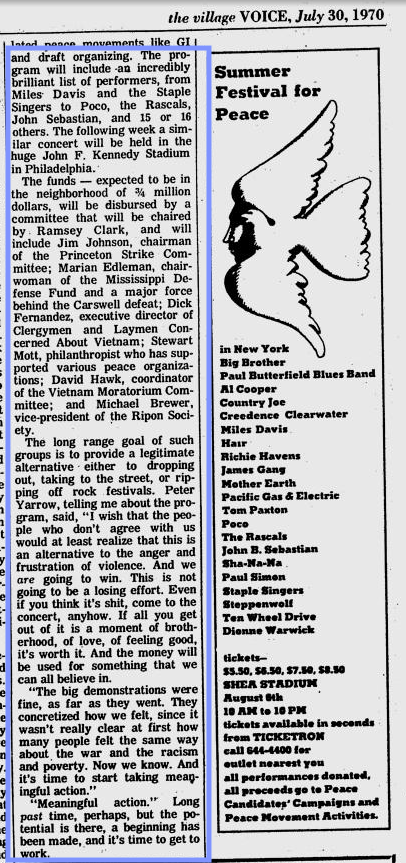
출연이 예정된 밴드를 알리는 당시의 광고. 이후에 재니스 조플린을 포함한 10~15개의 막바지 공연이 추가되었다.

페스티벌 포 피스(The Festival for Peace)는 1970년 8월 6일 뉴욕 퀸스의 셰이 스타디움에서 열린 전일 콘서트 행사였다.
이 콘서트는 1970년대 초에 반전성향 정치 후보들의 자금 모금을 위해 기획된 시리즈 공연의 두 번째 콘서트였다.  첫번째 콘서트는 1970년초 윈터 페스티벌 포 피스라는 이름으로 뉴욕의 매디슨 스퀘어 가든에서 열렸다. 여름 공연을 위한 날짜는 제2차 세계 대전 중 1945년 8월 6일 미국이 일본 히로시마에 처음으로 원자폭탄을 투하한지 25주년이 되는 날에 맞춰서 정해졌다. 서머 페스티벌 포 피스라는 이름으로 광고된 콘서트는 오전 10시부터 오후 10시까지 열릴 예정이었지만 몇몇 추가 공연자와 연장 공연이 2시간 더 진행되었다. 공연 입장권은 경기장의 층별로 판매되었다.
재니스 조플린, 폴 사이먼, 크리던스 클리어워터 리바이벌, 스태픈울프, 제임스 갱, 마일스 데이비스, 조니 윈터, 허비 행콕, 디온 워릭과 같은 역사적인 공연자들이 출연했음에도 이 콘서트에 대한 어떠한 영상도 남아있지않고, 소량의 미디어 자료만이 남았다. 서머 페스티벌 포 피스는 1966년 비틀즈의 마지막 공연 이후 셰이 스타디움에서 열리는 첫 대규모 콘서트였다. 사진작가 켄 다비도프가 촬영한 다양한 스틸 사진 만이 콘서트를 쉽게 시각적으로 이해할 수 있는  유일한 자료이다.
이 공연은 불과 두 달 뒤에 세상을 떠난 재니스 조플린의 마지막 공연이자 그녀의 전 소속밴드인 빅 브라더 앤 더 홀딩 컴퍼니와의 재회이자 마지막 공연이었다. 콘서트가 처음 발표되었을 때 조플린은 공연 명단에 없었지만 빅 브라더가 출연을 요구했다. 그녀는 새로운 소속밴드인 풀 틸트 부기와 함께 딕 카벳의 TV 쇼에 두 번 출연하기 위해 뉴욕 시에 있었고 전 소속밴드와의 출연을 결정하였다. 8월 3일 방영한 딕 카벳과의 TV쇼에서 조플린은 페스티벌에서 공연할 예정임을 밝혔고,
Full Tilt Boogie 와 함께 Dick Cavett 의  NYC에 있었고 Shea에 있는 동안 이전 밴드와 함께 공연하기로 결정했다. 8월 3일 Cavett와 함께 출연하는 동안 Joplin은 페스티벌에서 연주할 의사를 밝혔고,  콘서트를 피터 야로우가 프로듀싱한다고 설명했다. 콘서트 도중 조플린은 디온 워릭 과 함께 'What the World Needs Now'을 듀엣으로 불렀다.
평화 옹호자인 피터 야로우가 인정한 다른 출전에 따르면 1월 28일에 열린 첫번째 콘서트의 큰 성공 이후에 필 프리디먼과 함께 여름 콘서트를 공동 주최하였다. 필 프리드먼은 미국 민주당 대통령 후보 경선의 유진 매카시 후보 캠페인에 참여하였던 것으로 알려져 있다.
이 콘서트는 다양한 부분에서 중요했던 것으로 여겨진다. 첫째로, 영리목적으로 개최된 우드스톡 페스티벌이 점점 정치적으로 변해간 것과 달리, 이 콘서트는 전쟁에 반대하는 정치를 위한 기금목적으로 제작된 미국 최초의 공연으로 1970년 이전에는 볼 수 없는 형태였다.
둘째로, 연주자들에게 공연료를 지급하는 우드스톡 페스티벌과 달리 피터 야로우와 필 프리드먼 당시 최고의 공연자들이 평화를 위한 정치모금을 위한 자선공연에 나서도록 설득하였다.
세계 최대의 록, 재즈, 블루스, 포크 공연자들이 함께 모여 특정 사회·정치적 의제를 지원하기 위해 자신의 공연을 기부한 것은 이때가 처음이었다. 서머 페스티벌 포 피스는 대규모 음악행사를 통한 모금의 가능성을 보여줌으로써 앞으로 이어질 여러 자선콘서트의 시초가 되었다. 이후 콘서트 포 방글라데시 (1971년 8월 1일), 팜 에이드 (1985년 9월 22일), 라이브 에이드 등이 열렸다.